# 地下鉄道 (小説)
『地下鉄道』（The Underground Railroad'）はアメリカ合衆国の作家コルソン・ホワイトヘッドによる歴史小説であり、ダブルデイから2016年に出版された。この歴史改変SFは19世紀の米国東南部に住む2人の奴隷、コーラとシーザーが、ジョージア州の農場からの自由を求めて、小説で隠れ家と秘密の経路を持つ鉄道として描かれている「地下鉄道」を辿ってゆく物語である。この本は、批評的にも商業的にも成功をおさめ、ベストセラーリストを賑わせ、ピューリッツァー賞（フィクション部門）、全米図書賞（小説部門）、アーサー・C・クラーク賞および2017年のカーネギー賞（優秀賞）などの文学賞を受賞している。2021年5月にバリー・ジェンキンスが脚本・監督を勤めたテレビ・シリーズが公開されている。

## プロット
物語は主にコーラに焦点を当てて、三人称で語られる。あちこちの章では、コーラの母親のメイベル、奴隷追跡人のリッジウェイ、消極的ながら奴隷に同情的なエセル、コーラの奴隷仲間のシーザーにも焦点があてられる。
コーラはジョージアのプランテーションの奴隷であり、母親のメイベルが自分を置いて逃げてしまったためにのけ者にされている。コーラは逃げた母親を恨んでいるが、後になって母親がコーラの元に戻ろうとしていたが、蛇にかまれて死んでしまったために果たせなかったことが明らかになる。コーラはシーザーに逃亡の計画を持ち掛けられる。当初は消極的だったコーラも、主人や奴隷仲間との関係が悪化していく中で、最終的には同意する。逃亡の途中で、彼らは奴隷狩りの集団と遭遇し、コーラの幼馴染のラヴィーが捕らえられる。コーラは自分とシーザーを守るために10代の少年に手をかけてしまい、万が一捕まっても慈悲深い扱いを受ける可能性がなくなってしまう。コーラとシーザーは経験の浅い奴隷制度廃止運動家の助けを借り、南部を縦横無尽に走り、逃亡者を北上させる文字通りの地下列車システムとして描かれている「地下鉄道」を見つける。二人は列車でサウス・カロライナに向かう。
二人の逃亡を知ったリッジウェイは、これまで唯一捕らえられなかった逃亡者メイベルへの復讐も兼ねて、二人の捜索を開始する。コーラとシーザーは、偽名でサウスカロライナ州に居を構えていた。サウスカロライナ州では、元奴隷を政府が所有し、雇用、医療、共同住宅を提供する制度が施行されている。2人は楽しく過ごしており、コーラが黒人女性に不妊手術を施し、黒人男性を梅毒の感染を追跡する実験の被験者にする計画を知るまでは退去の決断を先延ばしにする。2人が去る前にリッジウェイが到着し、コーラは1人で鉄道に戻ることになる。その後、コーラはリッジウェイに捕らえられて投獄されたシーザーが、怒った暴徒に殺されたことを知る。
やがてコーラは、ノースカロライナ州の閉鎖された駅にたどり着く。彼女は駅の元運営者の息子、マーティンに拾われる。ノースカロライナ州では最近、奴隷制度を廃止し、代わりに年季奉公人を使うことを決めており、州内で逃亡した奴隷（一部の解放奴隷も含む）を見つけると、暴力的に処刑することになっている。マーティンは、奴隷制廃止論者がノースカロライナ人に何をされるかわからないという恐怖から、コーラを数ヶ月間屋根裏部屋に隠していた。コーラは病気になり、マーティンの妻エセルによってしぶしぶながら看病される。コーラが屋根裏部屋から下りてきたところで家宅捜索が行われ、リッジウェイに捕らえられ、マーティンとエセルは暴徒に処刑されてしまう。
リッジウェイはコーラを連れてジョージアに戻り、他の奴隷を主人に渡すためにテネシー州を迂回する。テネシー州にとどまる間に、リッジウェイの旅の一行は脱走した奴隷に襲われ、コーラは解放される。コーラはインディアナ州にある自由黒人ヴァレンタインという男が経営する農場に、救出者の一人であるロイヤルという男とともに向かう。農場には解放奴隷や逃亡者が大勢いて、ともに暮らし、働いている。鉄道の運転手であるロイヤルはコーラと恋愛関係になるが、コーラは幼い頃に他の奴隷にレイプされた経験から躊躇してしまう。
平穏な生活が逃亡奴隷の存在で台無しになることを恐れた解放奴隷の小さな一派が、奴隷捕獲人に彼らの存在を密告した。白人のインディアナ州民による襲撃で、農場は焼かれ、ロイヤルを含む多くの人々が殺される。リッジウェイがコーラを捕らえ、近くの閉鎖された鉄道駅に連れて行くよう強要する。駅に着いたとき、コーラはリッジウェイを階段から突き落とし、重傷を負わせる。そして、線路を走り去った。やがて地下から出てきた彼女は、西部を旅するキャラバン隊を見つける。幌馬車の黒人運転手に乗せてもらう。

## 文学的な影響と類似性
ホワイトヘッドは「謝辞」の中で、フレデリック・ダグラスとハリエット・ジェイコブズと言う2人の有名な逃亡奴隷について触れている。ジェイコブスの故郷であるノースカロライナにいる間、コーラはジェイコブスのように立つことができない屋根裏部屋に隠れなければならないが、ジェイコブスと同様に「前の住人の開けた内側から彫られた穴」から外の生活を観察することができる。スイスのターゲス・アンツァイガー紙のレビューでこの類似点を指摘したマーティン・エベルは、ノースカロライナ州のリンチの犠牲者が木に吊るされている「フリーダム・トレイル」には、アーサー・ケストラーが小説『グラディエーター』で書いた、スパルタクスの奴隷反乱に参加した奴隷を殺すためにローマ人がアッピア街道に掲げた十字架という歴史的な前例があることも指摘している。リッジウェイはエベルに、ヴィクトル・ユーゴーの『レ・ミゼラブル』で主人公を容赦なく迫害するジャベール警部を想起させる。
キャサリン・シュルツはザ・ニューヨーカー誌で、リッジウェイを「リッジウェイは......そして『アンダーグラウンド』のオーガスト・プルマンは、特定の逃亡者を追跡することに私的にも悪魔的にも執着しているエイハブのようなキャラクターだ」と『白鯨』のエイハブ船長とTVシリーズ『アンダーグラウンド』の奴隷捕獲人オーガスト・プルマンの両方になぞらえている。エイハブもリッジウェイも、黒人の少年に好意を抱いており、エイハブはキャビンボーイのピップに、リッジウェイは奴隷として買った10歳のホーマーに好意を持っていて、翌日には解放している。
ホワイトヘッドのノースカロライナでは、すべての黒人は「廃止」されている。マーティン・エベルは、ナチスのユダヤ人絶滅との類似性を見出し、また、コーラの隠し事とアンネ・フランクの間の類似性も見出している。ナチス・ドイツに関する文献とのもう一つの類似性は、コーラの農園の主人が3つの絞首台を建てることに見られるかもしれない。彼はコーラと二人の逃亡者のために3つの絞首台を建てさせ、それぞれが戻ってきたらすぐに残酷な死を迎えさせるようにしたのである。1938年から1942年にかけて亡命中に書かれたアンナ・ゼーガースの小説『第七の十字架』では、強制収容所から7人の囚人が脱走し、収容所の司令官がそれぞれの囚人のために十字架を建てさせ、戻ってきた後にそこで拷問を受けることになる。

## 評価
video icon The Underground Railroadに関するMiami Book Fairでのホワイトヘッドのプレゼンテーション（2016年11月20日、C-SPAN

### 評論家の評価
この小説は評論家から好意的な評価を受けた。評論家たちは、アメリカの過去と現在を解説している点を評価した。
2019年、『地下鉄道』はガーディアン紙「21世紀のベストブック100」で30位にランクインした。同作はペースト誌でその年代の最高傑作に選ばれ、Literary Hubによるリストでは（ジェニファー・イーガンの『ならずものがやってくる』とともに）3位となった。

### 表彰と受賞
『地下鉄道』は、2017年のピューリッツァー賞（フィクション部門）や、2016年の全米図書賞（フィクション部門）など、数多くの賞を受賞している。この前にピューリッツァー賞と全米図書賞の両方を受賞した作品は、1993年のE・アニー・プルーの『シッピング・ニュース』である。ピューリッツァー賞を授与する際、委員会はこの小説を「リアリズムと寓意をスマートに融合させ、奴隷制の暴力と逃亡のドラマを、現代のアメリカに語りかける神話の中に融合させている」と評価した。また、『地下鉄道』は、SF文学についてのアーサー・C・クラーク賞、2017年カーネギー賞（優秀賞）を受賞し、2017年のマン・ブッカー賞のロングリストにも選ばれた。2016年8月にアメリカで『地下鉄道』が出版された際には、オプラのブッククラブに選ばれた。
2020年8月5日、国際天文学連合の惑星系命名法作業部会により、冥王星の衛星カロンのクレーターが、小説の登場人物にちなんで「コーラ」と命名された。

## テレビ放映
2017年3月、アマゾンがバリー・ジェンキンスの脚本・監督による『地下鉄道』を題材にした限定ドラマシリーズを制作することが発表された。このシリーズは2021年5月14日にAmazon Prime Videoで公開された。